# Avid (hamulce)

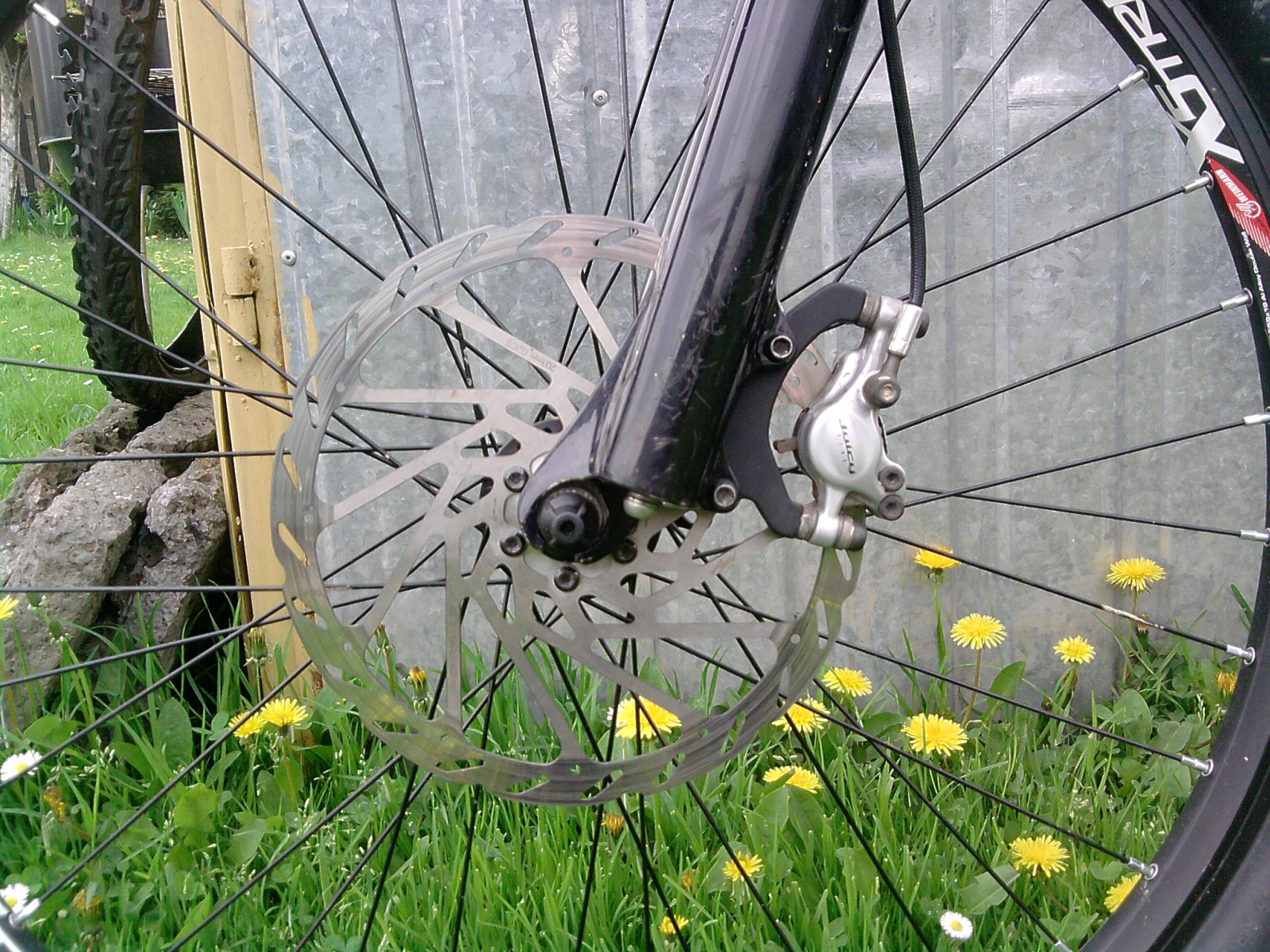
Hamulec Avid Juicy 5

Avid – firma produkująca hamulce rowerowe. Przejęta przez koncern SRAM w marcu 2004 roku. Jeden z największych, obok Hayes, Hope i Shimano, producentów hamulców rowerowych na świecie.

## Technologie

### Tri-Align
System regulacji hamulca umożliwiający łatwą i szybką regulację zacisku w trzech płaszczyznach. Pozwala to całkowicie zniwelować tarcie klocków o tarczę hamulcową.

### Power Reserve
Opatentowany i wprowadzony przez firmę Avid ergonomiczny kształt i konstrukcja dźwigni, w którym nie ma „martwego” ugięcia klamek - zaciska się ona zgodnie z ruchem dłoni.

### Matchmaker
System, który pozwala zamontować na kierownicy na jednej obejmie manetkę i hamulec. Matchmaker jest kompaktowy, ergonomiczny i wygodny. Zajmuje bardzo mało miejsca, a jednocześnie pozwala na ustawienie sprzętu pod kątem i w pozycjach, które wcześniej były nieosiągalne.

### X-Factor
Zminimalizowany X-Factor to najmniejsza stosowana wśród producentów hamulców odległość punktu obrotu dźwigni od kierownicy. Mniejsze ugięcie dźwigni daje w efekcie większą czułość systemu i wzrost siły hamowania. Jednocześnie kształt klamki staje się bardziej przyjazny dla dłoni i zgodny z naturalnym jej ruchem.

### Drip-Free Bleeding
Innowacyjny system umożliwiający odpowietrzanie hamulca bez wycieków płynu hamulcowego, tzw. suche odpowietrzanie.

## Produkty

### Hamulce tarczowe hydrauliczne
- Juicy 3
- Juicy 3.5
- Juicy 5
- Juicy 7
- Juicy Carbon
- Juicy Ultimate
- Elixir 1
- Elixir 3
- Elixir 5
- Elixir 7
- Elixir 9
- Elixir x0
- Elixir XX
- Elixir XX WC
- Elixir R
- Elixir CR
- Elixir CR MAG
- Code
- Code 5
- Code R

### Hamulce tarczowe mechaniczne
- Ball Bearing 5
- Ball Bearing 7
- Ball Bearing 7 (wersja szosowa)

### Hamulce szczękoweV-brake
- Single Digit 3
- Single Digit 5
- Single Digit 7
- Single Digit SL
- Single Digit MAG
- Single Digit TI
- Single Digit Ultimate

### Hamulce szczękowecantilever
- Shorty 4
- Shorty 6

### Klamki hamulcowe
- FR-5
- Speed Dial 7
- Speed Dial SL
- Speed Dial MAG
- Speed Dial TI
- Speed Dial Ultimate

### Tarcze hamulcowe
- Roundagon
- Clean
- G2
- G3
- HS1